# Micronia crassistriga
Micronia crassistriga är en fjärilsart som beskrevs av Warren. Micronia crassistriga ingår i släktet Micronia och familjen Uraniidae. Inga underarter finns listade i Catalogue of Life.